# Красносілка (Овруцька міська громада)
Красносі́лка — село в Україні, в Коростенському районі Житомирської області. Входить до складу Овруцької міської громади. Населення становить 392 осіб.

## Географія
Село розташовано на Словечансько-Овруцькому кряжі.

## Історія
У 1906 році село Норинської волості Овруцького повіту Волинської губернії. Відстань від повітового міста 13 верст, від волості 3. Дворів 49, мешканців 314.